# Perpetuum Mobile (Штраус)
Perpetuum Mobile (Moto Perpetuo) — короткая музыкальная композиция Иоганна Штрауса без чёткого начала и конца.
Как рассказывал сэр Питер Устинов, изначально это произведение предназначалось для Вены, но большого успеха не снискало. Тогда Штраус переписал его для Петербурга, и «в таком виде оно завоевало весь мир». В той же телевизионной передаче с сэром Питером Устиновым оркестр незамедлительно сыграл шутку. В конце шутки, когда начинается бесконечный цикл короткой темы, дирижёр Иоганнес Вильднер отмахал его два раза, затем обернулся к публике и, смеясь, провозгласил: «Et cætera, et cætera!» («И так далее, и так далее!»).